# Annie van Dijken
Annie van Dijken-Hooghuis (Bedum, 9 december 1942) is een dichter en schrijfster van poëzie, liedteksten en toneelstukken in zowel het Nederlands als het Gronings.

## Publicaties
- < 1996, Meer as lucht en Wiend
- 1996, Hij is hier niet, een sonnettenkrans, Merweboek
- 1997, Zie, Hij Komt, gedichten, Merweboek
- 2002, Vergees (met Eldert Ameling), Biblionet Groningen
- 2004, 't Olderliek stee (van Bert), sonnettencyclus, Staalboek
- 2007, Liekbendeg, Staalboek
- 2009, Maank dook en zunschien weer, Staalboek

### Bloemlezing
- 2006, De 100 mooiste Groningse gedichten, kleine Uil